# 3234高地战斗
3234高地战斗是苏联近卫345空降团于1988年1月在阿富汗民主共和國成功抵御数倍于该团兵力的一场战斗。

## 背景
1987年11月，苏联近卫40空降师在鮑里斯·格羅莫夫开始了Operation Magistral行动已打通巴基斯坦阿富汗边境从加迪茲到霍斯特的通道。

## 战斗经过
十五点三十分战斗开始，战斗持续数个小时，双方伤亡惨重。

## 其他
以该战斗为背景，2005年，俄罗斯拍摄了轰动一时的战争影片《第九突击队》。